# Kodigehalli, Turuvekere
Kodigehalli là một làng thuộc tehsil Turuvekere, huyện Tumkur, bang Karnataka, Ấn Độ.